# Red Hot Catholic Love
«Red Hot Catholic Love» es el episodio 87 de la serie animada South Park. Se emitió originalmente el 3 de julio de 2002. Fue seleccionado como el número 2 en la lista «10 South Parks that Changed the World», y también fue parte de «South Park's Dirty Dozen». En este episodio, el Padre Maxi viaja al Vaticano para enfrentar el creciente problema de los sacerdotes católicos que abusan sexualmente de niños. Mientras tanto, Cartman descubre que es posible defecar por la boca.

## Argumento
Los padres de South Park están un poco preocupados cuando el Padre Maxi les informa sobre el Retiro Católico de Hombres Jóvenes y están de acuerdo en que no quieren que sus hijos vayan. También deciden que un consejero hable con los niños para averiguar si el sacerdote los habría estado abusando. El consejero, suponiendo que los niños fueron abusados, pregunta: «¿El Padre Maxi, en algún momento, trató de poner algo en tu trasero?» Como nunca habían sido abusados por el Padre Maxi, los niños están completamente desconcertados sobre el significado de la pregunta. Cartman tiene una idea «brillante», razonando que quería decir que podría ser posible que comer alimentos a través del recto pueda causar la defecación por la boca. Los otros chicos (especialmente Kyle) piensan que es estúpido y repugnante, y Cartman le apuesta $20 a que funcionará. Mientras el consejero interroga a los niños, todos los padres deciden volverse ateos, ya que los escándalos de abuso sexual han destruido su fe en el catolicismo y en Dios.
Cartman finalmente defeca por la boca, gana la apuesta y continuamente se jacta del hecho ante Kyle, quien se enoja cada vez más por eso. La noticia de esto se difunde y se concluye en todo el país que este método de alimentación es mucho más saludable que el método tradicional (con el cirujano general basándose en «absolutamente nada»). Los adultos de South Park adoptan de inmediato el nuevo método de comer, llamándolo «interorectogestión» e incluso comienzan a pasar botes de basura en situaciones sociales para recolectar abiertamente los desechos (literalmente «escupir mierda de sus bocas»), ignorando por completo la antigua costumbre de que la defecación debe ocurrir en privado.
Mientras tanto, Maxi ha convocado una reunión de sacerdotes católicos en Colorado para discutir el problema del abuso sexual infantil. Maxi está horrorizado por tal comportamiento y quiere que cese por completo, pero para horror del Padre, todos los demás sacerdotes han abusado sexualmente de sus monaguillos. Maxi decide que tiene que ir al Vaticano. Una vez allí, rápidamente se encuentra con lo mismo: sacerdotes de todo el mundo (y de otros mundos, específicamente de una raza alienígena conocida como Gelgameks) están abusando sexualmente de niños y afirman que necesitan continuar con la práctica para recibir gratificación. Afirman que el «Documento Sagrado de la Ley del Vaticano» no prohíbe el comportamiento, por lo que Maxi quiere cambiar la ley canónica para prohibir la sodomía, así como permitir el sexo con mujeres. El Cardenal le dice que el Documento no se puede cambiar ya que nadie sabe dónde está. Maxi decide intentar encontrarlo. Mientras tanto, Kyle ha perdido la paciencia con la jactancia incesante de Cartman y le dice que acepta el hecho de que lo venció justamente. Esto hace enojar a Cartman, ya que quería mantener su victoria sobre la cabeza de Kyle indefinidamente.
Maxi busca a través de los niveles inferiores del Vaticano y pasa por un guantelete al estilo de Pitfall! para llegar al Documento Sagrado. Pero el Papa dice que primero deben consultar al máximo poder. Convoca a la «Reina Araña», que durante siglos ha sido responsable de la pedofilia en la iglesia, y declara que el Documento Sagrado de la Ley del Vaticano no se puede cambiar. Enojado por esto, el Padre finalmente rompe el Documento en dos, y el edificio comienza a desmoronarse. Maxi se para frente a las ruinas y les dice a todos que el catolicismo no se trata del Documento Sagrado de la Ley del Vaticano, el abuso sexual o las arañas reinas, sino de ser una buena persona. Él dice que al nublar las lecciones morales de la Biblia con ceremonias innecesarias y tantas traducciones literales, el Vaticano ha provocado que la gente rechace la religión y argumenta que «cuando no tienen mitología para vivir sus vidas, simplemente comienzan a escupir un montón de basura de sus bocas». Los padres, al ver esto en la televisión, recuperan la fe en Dios, deciden dejar de meterse comida por el recto y volver a ir a la iglesia, queriendo reconciliarse con Dios y su religión. Randy luego vomita otra evacuación intestinal.

## Producción
En el comentario del DVD de este episodio, Matt Stone y Trey Parker se refieren a su irritación hacia los argumentos de personas más socialmente liberales/ateas/seculares, así como de conservadores socialmente religiosos. La escena en la que los padres discuten sobre el ateísmo mientras defecan en la boca se basa en la molestia de Parker con los ateos. Cuando el Padre Maxi busca el Documento Sagrado, la escena se anima al estilo del videojuego Pitfall!. La pesadilla de Randy sobre el sacerdote abusando sexualmente de los niños se realiza utilizando imágenes de The Love Boat.
La Gran Reina Araña fue tomada de «Planet of the Spiders», un serial de la serie Doctor Who de 1974, y luego se la menciona en el videojuego de rol de 2017 South Park: Retaguardia en peligro.

## Precisión
La sugerencia del episodio de que el Vaticano impone prohibiciones más estrictas a los sacerdotes que tienen relaciones sexuales heterosexuales ha sido refutada. En febrero de 2019, el Vaticano reconoció que la Iglesia Católica había promulgado en secreto reglas para proteger al clero que no solo violaba su voto de celibato, independientemente del género de su pareja sexual, sino que también engendraba hijos al hacerlo.

## Lanzamiento en DVD
«Red Hot Catholic Love», junto con los otros dieciséis episodios de la sexta temporada de South Park, fueron lanzados en un DVD de tres discos en los Estados Unidos el 11 de octubre de 2005. Los conjuntos incluyeron breves comentarios de audio de Parker y Stone para cada episodio. IGN le dio a la temporada una calificación de 9/10.